# Vallea ecuadorensis
Vallea ecuadorensis là một loài thực vật thuộc họ Elaeocarpaceae. Đây là loài đặc hữu của Ecuador. Môi trường sống tự nhiên của chúng là vùng núi ẩm nhiệt đới hoặc cận nhiệt đới.